# Enrico Dante
Enrico Dante, född 5 juli 1884 i Rom, död där 24 april 1967, var en italiensk romersk-katolsk präst. Han tjänade som påvlig ceremonimästare från 1947 till sin död. År 1965 utsågs han till kardinal.

## Studier och prästvigning
Enrico Dante var son till Achille Dante och Zenaide Ingegni; modern dog när Enrico var åtta år gammal. Han hade två systrar och en bror, vilken blev missionär i Brasilien. Han studerade i Paris, och från 1901 vid Collegio Capranica i Rom. Vid Gregoriana doktorerade han i filosofi, teologi, kanonisk rätt och juridik.
Dante prästvigdes den 3 juli 1910 i kyrkan Sant'Apollinare av den latinske patriarken av Konstantinopel, Giuseppe Ceppetelli.

## Karriär
År 1914 knöts den unge fader Dante till Kollegiet för påvliga ceremonier. Han arbetade även för den påvlige penitentiarien och doktorerade. Han skulle i 37 år komma att undervisa först i filosofi, senare i teologi såväl vid Athenaeum Regina Apostolorum, stiftet Roms eget påvliga universitet, som vid missionskongregationens Urbaniana.
Enrico Dante var mycket idrottsintresserad och framförallt av bergsklättring. Han var en samvetsgrann präst som i över 40 år varje vecka hörde bikt i kyrkan Sacro Cuore del Suffragio. Dante tjänstgjorde också som präst i Lateranbasilikan och var härutöver kanik i Santa Maria in Montesanto vid Piazza del Popolo.
Från och med 1923 och fram till sin död var Enrico Dante verksam vid den romerska ritkongregationen (Sacra Congregatio Rituum). I maj 1943 mottog han prelatvärdigheten av Pius XII. I juni samma år blev han prefekt för de påvliga ceremonierna. Monsignore Dante knöts samtidigt allt närmare till ritkongregationen, vars sekreterare han blev 1960.
Den 28 augusti 1962 utnämndes Dante till titulärärkebiskop av Carpasia. Biskopsvigningen mottog han av Johannes XXIII i Lateranbasilikan den 21 september samma år. Den 22 februari 1965, efter lång tjänst som påvlig ceremonimästare, utsågs Dante till kardinalpräst (pro illa vice) med Sant'Agata dei Goti som titelkyrka. (Kyrkan är belägen i närheten av Angelicum.)
Kardinal Dante avled den 24 april 1967, 82 år gammal. Han var då alltjämt verksam vid den romerska ritkongregationen. Han ligger begravd i Sant'Agatas krypta.

## Eftermäle
Kardinal Dante hann tjäna under fem påvar, Benedictus XV, Pius XI, Pius XII, Johannes XXIII och Paulus VI, och närvara vid fem konklaver: 1914, 1922, 1939, 1958 samt 1963. Han förknippas särskilt med den sorts storslagna, enligt kritikerna (till exempel den kände dominikanen Yves Congar) triumfalistiska liturgier och ceremonier som Paulus VI:s reformer delvis riktades mot.